# Еспен Рууд
Еспен Рууд (норв. Espen Ruud, нар. 26 лютого 1984, Порсгрунн, Норвегія) — норвезький футболіст, правофланговий захисник клубу «Одд».
Колишній гравець молодіжної та національної збірних Норвегії.

## Клубна кар'єра
Еспен Рууд починав професійну кар'єру футболіста у 2003 році у клубі «Одд». Відігравши один сезон 2008 року у Другому дивізіоні, Рууд перейшов до данського «Оденсе», де провів сім сезонів. Після чого Рууд повернувся до свого клубу «Одд», який на той момент так само перебував у Другому дивізіоні. У 2016 році футболіст своєю грою допоміг команді вийти до Тіппеліги.

## Збірна
Еспен Рууд провів 13 матчів у складі молодіжної збірної Норвегії. До національної збірної вперше Рууд був викликаний на матчі відбору до Євро-2008 проти Мальти і Угорщини. Але дебютував у складі збірної футболіст лише у жовтні 2009 року у товариському матчі з командою Швейцарії.
12 жовтня 2012 Еспен Рууд отримав «Золотого Годинника» — приз від норвезької федерації футболу гравцю, що подолав відмітку у 25 матчів у складі збірної.